# جیسون کاولی (بازیکن فوتبال)
جیسون کاولی (انگلیسی: Jason Cowley؛ زادهٔ ۹ اکتبر ۱۹۹۵) بازیکن فوتبال اهل بریتانیا است.
از باشگاه‌هایی که در آن بازی کرده‌است می‌توان به باشگاه فوتبال استیونج اشاره کرد.